# Evangelische Pfarrkirche St. Peter und Paul (Mantel)

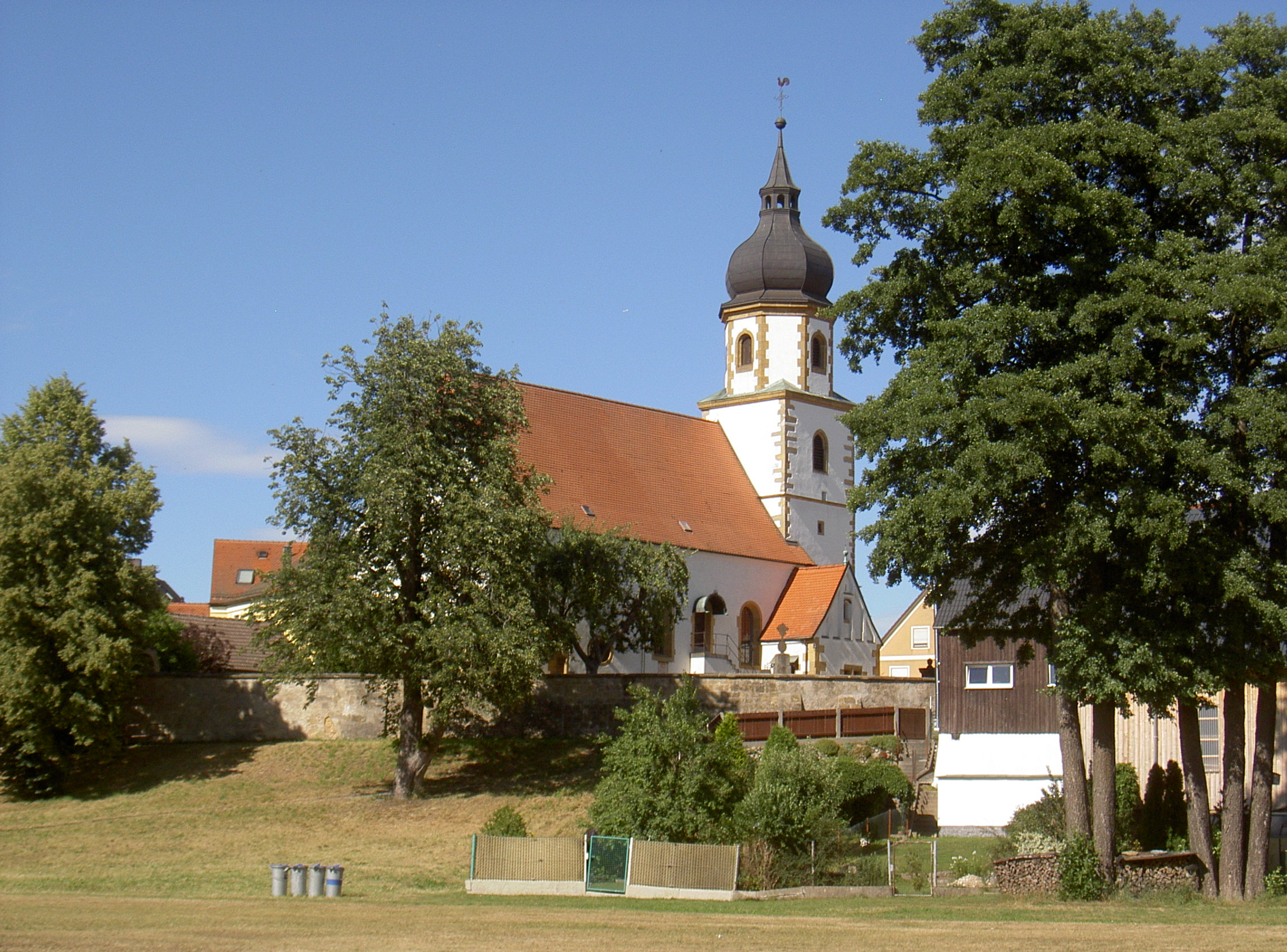
St. Peter und Paul in Mantel

Die evangelisch-lutherische, denkmalgeschützte Pfarrkirche St. Peter und Paul steht in Mantel, einem Markt im Landkreis Neustadt an der Waldnaab in der Oberpfalz. Die Kirchengemeinde gehört zum Evangelisch-Lutherischen Dekanat Cham/Sulzbach-Rosenberg/Weiden. Das Bauwerk ist unter der Denkmalnummer D-3-74-134-8 als Baudenkmal in die Bayerische Denkmalliste eingetragen.

## Beschreibung
Die Kirche geht auf einen Neubau von 1614 zurück, der eine mittelalterliche Vorgängerkirche unter Einbeziehung gotischer Reste ersetzte. Sie war von 1663 bis zum Bau der katholischen Peter-und-Pauls-Kirche 1899 Simultankirche.
Die Saalkirche mit einem Chorturm auf quadratischem Grundriss im Osten wurde 1908 durch den Anbau eines nördlichen Seitenschiffs parallel zum vorhandenen Langhaus zur Hallenkirche erweitert. Im Osten des Seitenschiffs wurde ein runder Treppenturm als Zugang zu den Emporen errichtet. Der Chorturm wurde mit einem achteckigen Geschoss aufgestockt und mit einer Zwiebelhaube bedeckt, die in eine Laterne übergeht.
Der Innenraum des alten Langhauses ist mit einer Flachdecke überspannt, der des Chors, d. h. dem Erdgeschoss des Chorturms, mit einem Kreuzgratgewölbe. Zur Kirchenausstattung gehören der Altar und die Kanzel, die um 1700 gebaut wurden.